# 炎症性メディエーター
炎症性メディエーター（Inflammatory mediator）とは、体内で炎症反応を起こしたり維持したりする内因性の物質の総称である。
炎症性メディエーターには、ヒスタミン、セロトニン、プロスタグランジン、ロイコトリエンなどの低分子化合物と、ブラジキニン、サブスタンスP、カルシトニン遺伝子関連ペプチド、補体制御因子、サイトカインなどの高分子ペプチド性物質やタンパク質がある。
炎症性メディエーターによる作用には、特に、白血球の走化性誘導、肥満細胞や好塩基球の増殖や脱顆粒など、免疫系の細胞に対する作用が含まれる。また、浮腫形成に伴う血管への影響（拡張や透過性の増加など）を示し、発熱の調節にも中心的な役割を果たしている。